# Liste der Orte im Landkreis Freising
Diese Liste der Orte im Landkreis Freising listet die 543 amtlich benannten Gemeindeteile (Hauptorte, Kirchdörfer, Pfarrdörfer, Dörfer, Weiler und Einöden) im Landkreis Freising auf.

## Systematische Liste
Alphabet der Städte und Gemeinden mit den zugehörigen Orten.
- Allershausen mit 14 Gemeindeteilen:
  - Pfarrdörfer Allershausen und Oberallershausen
  - Kirchdörfer Aiterbach, Leonhardsbuch, Tünzhausen und Unterkienberg
  - Dörfer Göttschlag und Laimbach
  - Weiler Eggenberg, Kreuth, Oberkienberg und Schroßlach
  - Einöden Höckhof und Reckmühle

- Attenkirchen mit 23 Gemeindeteilen:
  - Pfarrdorf Attenkirchen
  - Kirchdörfer Pfettrach und Wimpasing
  - Dörfer Brandloh und Gütlsdorf
  - Weiler Berging, Eisenthal, Gallersberg, Gfeichtet, Haarland, Hettenkirchen, Kronsdorf, Roggendorf und Staudhausen
  - Einöden Aigenrüpel, Aign, Gehausen, Götzendorf, Hohenmorgen, Kratzham, Pischlsdorf und Rannertshausen und die Wochenendhaussiedlung Thalham

- Markt Au i.d.Hallertau mit 42 Gemeindeteilen:
  - Hauptort Au i.d.Hallertau
  - Pfarrdörfer Abens, Osterwaal und Reichertshausen
  - Kirchdörfer Haslach, Hirnkirchen, Osseltshausen und Rudertshausen
  - Dörfer Dellnhausen, Günzenhausen, Hemhausen, Seysdorf und Sillertshausen
  - Weiler Grubanger, Haarbach, Halsberg, Herbersdorf, Holzhof, Königsgütler, Kürzling, Leitersdorf, Piedendorf, Trillhof und Willertshausen
  - Einöden Dobl, Harham, Held, Hofen, Holzmair, Holzschmud, Kleintonhof, Kranzberg, Mooshof, Mösbuch, Neuhub, Neuhuber, Reith, Rohregg, Schausgrub, Scheckenhausen, Sindorf und Wolfersdorf

- Eching mit 7 Gemeindeteilen:
  - Pfarrdorf Eching
  - Kirchdörfer Dietersheim und Günzenhausen
  - Dörfer Deutenhausen, Eching-Ost, Hollern und Ottenburg

- Fahrenzhausen mit 17 Gemeindeteilen:
  - Pfarrdorf Jarzt
  - Kirchdörfer Appercha, Fahrenzhausen, Gesseltshausen, Großeisenbach, Großnöbach, Hörenzhausen, Kammerberg, Lauterbach, Viehbach und Weng
  - Dörfer Bachenhausen und Unterbruck
  - Siedlung Bergfeld
  - Weiler Kleineisenbach und Kleinnöbach
  - Einöde Bärnau

- Stadt Freising mit 41 Gemeindeteilen:
  - Hauptort Freising
  - Stadtteile Neustift und Vötting
  - Stadtrandsiedlung Tuching
  - Siedlung Lohmühle
  - Pfarrdörfer Haindlfing und Pulling
  - Kirchdörfer Achering, Altenhausen, Attaching, Hohenbachern, Sünzhausen und Tüntenhausen
  - Dörfer Erlau, Haxthausen, Kleinbachern und Untergartelshausen
  - Weiler Ast, Dürneck, Garten, Itzling, Lageltshausen, Pallhausen, Pellhausen, Pettenbrunn, Wies, Zellhausen und Zurnhausen
  - Einöden Dürnast, Edenhofen, Eggertshofen, Feldhof, Gartelshausen, Kammermüllerhof, Pförrerhof, Piesing, Plantage, Schönleutnerhof, Weihenstephan und Xaverienthal
  - Sonstiger Ort München-Flughafen

- Gammelsdorf mit 27 Gemeindeteilen:
  - Pfarrdörfer Gammelsdorf und Priel
  - Dorf Reichersdorf
  - Fabrik Kothingried
  - Weiler mit Kirche Gelbersdorf, Katharinazell und Willersdorf
  - Weiler Dreifaltern, Flickendorf, Landersdorf, Oberpriel, Rehbach und Schergenöd
  - Einöden Berghof, Daberg, Gabelsberg, Giglberg, Häringschwaig, Hiendlberg, Kreuzholzen, Langholzen, Reith, Roßberg, Starkhof, Traich, Weichsberg und Winbürg

- Haag a.d.Amper mit 16 Gemeindeteilen:
  - Pfarrdörfer Haag a.d.Amper und Inkofen
  - Kirchdörfer Obermarchenbach und Untermarchenbach
  - Dorf Seeberg
  - Weiler Hausmehring, Mittermarchenbach, Plörnbach und Weihrinnen
  - Einöden Haun, Holzhäusl, Seer, Sollern, Unterschwaig, Wälschbuch und Wörlhof

- Hallbergmoos mit 9 Gemeindeteilen:
  - Pfarrdorf Hallbergmoos
  - Kirchdorf Goldach
  - Siedlung Mariabrunn
  - Weiler Erching und Zwillingshof
  - Einöden Brandstadel und Fischerhof
  - Anstalt Birkeneck
  - Sonstiger Ort München-Flughafen

- Hohenkammer mit 16 Gemeindeteilen:
  - Pfarrdorf Hohenkammer
  - Kirchdörfer Eglhausen und Schlipps
  - Dörfer Deutldorf, Herschenhofen, Niernsdorf, Oberwohlbach, Untermarbach und Unterwohlbach
  - Weiler Dörnbach, Riedhof und Waltenhofen
  - Einöden Haberhof, Kleinkammerberg, Pelka und Wahl

- Hörgertshausen mit 39 Gemeindeteilen:
  - Pfarrdörfer Hörgertshausen und Margarethenried
  - Kirchdörfer Peterswahl, Sankt Alban und Sielstetten
  - Weiler Ammersberg, Doidorf, Fuchswinkl, Haslreuth, Holzhäuseln, Niederschönbuch, Schlaghäuseln, Stadlhof und Vorderschlag
  - Einöden Bergmartl, Eckelsberg, Goglhof, Gröben, Gütersberg, Haider, Hinterschlag, Höfl, Holzhaus, Hub, Kehrer a.Biber, Kimoden, Lackermann, Limmer zu der Linden, Neuöd, Oberschönbuch, Öd, Reißen, Sammetsreith, Saxberg, Sixt i.d.Point, Spitzstidl, Wies und Wiesenberg
  - Wochenendhaussiedlung Holzmichl

- Kirchdorf a.d.Amper mit 16 Gemeindeteilen:
  - Pfarrdörfer Kirchdorf a.d.Amper und Wippenhausen
  - Kirchdörfer Burghausen, Hirschbach und Nörting
  - Dörfer Helfenbrunn und Schidlambach
  - Weiler Berghof, Geierlambach und Schnotting
  - Einöden Esterndorf, Hahnbach, Saulhof, Schellhof, Unterberg und Voglhof

- Kranzberg mit 25 Gemeindeteilen:
  - Pfarrdörfer Hohenbercha und Kranzberg
  - Kirchdorf Gremertshausen
  - Dörfer Ampertshausen, Berg, Giesenbach, Kühnhausen, Schönbichl, Sickenhausen, Thalhausen, Thurnsberg und Zinklmiltach
  - Weiler Ast, Dorfacker, Eberspoint, Grandlmiltach, Griesbach, Hagenau, Neuhausen, Oberthalhausen und Viehhausen
  - Einöden Bernstorf, Harrerhof, Höchenberg und Waldhütte

- Langenbach mit 12 Gemeindeteilen:
  - Pfarrdörfer Langenbach und Oberhummel
  - Kirchdörfer Großenviecht, Kleinviecht und Niederhummel
  - Dorf Schmidhausen
  - Weiler mit Kirche Rast
  - Weiler Oftlfing und Windham
  - Einöden Amperhof, Asenkofen und Oberbach

- Marzling mit 11 Gemeindeteilen:
  - Pfarrdorf Marzling
  - Kirchdörfer Hangenham und Rudlfing
  - Dorf Riegerau
  - Weiler Brunnhofen, Eixendorf, Goldshausen, Jaibling und Unterberghausen
  - Einöden Hirschau und Riedhof

- Mauern mit 32 Gemeindeteilen:
  - Pfarrdorf Mauern
  - Kirchdörfer Enghausen und Schwarzersdorf
  - Dörfer Hörgersdorf und Wollersdorf
  - Siedlung Waldruh
  - Weiler mit Kirche Dürnseiboldsdorf und Scheckenhofen
  - Weiler Alpersdorf, Freundsbach, Kleidorf, Niederndorf und Thal
  - Einöden Bergmühle, Beselmühle, Besenried, Gandorf, Geiting, Grub, Hanslmühle, Hartshausen, Hintermeier, Hufnagelreuth, Kronwinkl, Mönchsberg, Nußberg, Oberndorf, Riedlmühle, Schwarzberg, Vordermeier, Wildenreuth und Wölflmühle

- Stadt Moosburg a.d.Isar mit 25 Gemeindeteilen:
  - Hauptort Moosburg a.d.Isar
  - Pfarrdorf Pfrombach
  - Kirchdörfer Aich und Thonstetten
  - Dörfer Grünseiboldsdorf, Kirchamper und Niederambach
  - Weiler Feldkirchen, Oberambach, Oberreit, Pillhofen, Sempt und Troll
  - Einöden Berg, Eck, Fürnsbach, Moos, Moosham, Murr, Neumühl, Oberpolln, Pfrombeck, Stießberg, Unterreit und Weiglschwaig

- Markt Nandlstadt mit 39 Gemeindeteilen:
  - Hauptort Nandlstadt
  - Pfarrdorf Baumgarten
  - Kirchdörfer Aiglsdorf, Airischwand, Altfalterbach und Figlsdorf
  - Dorf Hausmehring
  - Weiler Andorf, Bauernried, Brudersdorf, Faistenberg, Großgründling, Gründl, Kollersdorf, Kronwinkl, Mailendorf, Oberschwaig, Reith, Schatz, Tölzkirchen, Unterholzhäuseln, Weihersdorf und Zulehen
  - Einöden Bockschwaig, Hadersdorf, Höllbauer, Holzen, Kainrad, Kitzberg, Kleingründling, Kleinwolfersdorf, Oberholzhäuseln, Rehloh, Riedglas, Riedhof, Spitz, Thalsepp, Wadensdorf und Zeilhof

- Neufahrn b.Freising mit 8 Gemeindeteilen:
  - Pfarrdorf Massenhausen
  - Kirchdörfer Fürholzen, Giggenhausen, Hetzenhausen und Mintraching (Grüneck)
  - Dörfer Moosmühle und Schaidenhausen
  - Industrieort Neufahrn b.Freising

- Paunzhausen mit 9 Gemeindeteilen:
  - Pfarrdorf Paunzhausen
  - Kirchdörfer Johanneck und Walterskirchen
  - Dörfer Angerhöfe und Schernbuch
  - Weiler Hohenbuch, Kreuth, Letten und Wehrbach

- Rudelzhausen mit 50 Gemeindeteilen:
  - Pfarrdörfer Hebrontshausen, Rudelzhausen und Tegernbach
  - Kirchdörfer Enzelhausen, Grafendorf und Kirchdorf
  - Dörfer Agstall, Berg, Grünberg, Iglsdorf, Niederhinzing und Notzenhausen
  - Weiler mit Kirche Oberhinzing
  - Weiler Aign, Bergham, Bergmühle, Furth, Grub, Hemersdorf, Kronthal, Moosbach, Oberreith, Pittersdorf, Pumpernudl, Schwaiba, Traich, Weiher und Weingarten
  - Einöden Aich, Birnfeld, Furthmühle, Giebitz, Hagmühle, Kleinbirnfeld, Kohlmühle, Kreuth, Lohschneider, Maierhof, Moosmühle, Neubauer, Niederreith, Peterloh, Pimmerdorf, Ried, Schlag, Stolzhof, Straßhäusl, Straßlehen, Unterau und Winklmann

- Wang mit 25 Gemeindeteilen:
  - Pfarrdörfer Schweinersdorf und Volkmannsdorf
  - Kirchdörfer Bergen, Sixthaselbach, Thulbach und Wang
  - Dörfer Hagsdorf, Pfettrach, Spörerau, Thalbach und Volkmannsdorferau
  - Weiler Burgschlag, Dornhaselbach, Inzkofen, Schlag und Zieglberg
  - Kloster Wittibsmühle
  - Schloss Isareck
  - Einöden Aselmühle, Einhausen, Grub, Holzdobl, Holzerhof, Schöneck und Weghausen

- Wolfersdorf mit 16 Gemeindeteilen:
  - Pfarrdorf Wolfersdorf
  - Kirchdörfer Berghaselbach, Jägersdorf, Oberhaindlfing und Thonhausen
  - Dörfer Billingsdorf, Heigenhausen und Unterhaindlfing
  - Weiler Alsdorf, Badendorf, Ruhpalzing, Seel und Sörzen
  - Einöden Kaltenberg, Kastenhofen und Wölfing

- Zolling mit 24 Gemeindeteilen:
  - Pfarrdörfer Oberappersdorf und Zolling
  - Kirchdörfer Flitzing, Gerlhausen, Palzing und Thann
  - Dörfer Anglberg, Kratzerimbach, Moos und Oberzolling
  - Weiler Haarland, Hartshausen, Holzen, Osterimbach, Siechendorf, Unterappersdorf und Walkertshausen
  - Einöden Abersberg, Eichenhof, Hacklschwaig, Haun, Moosmühle, Ölpersberg und Willertshausen

## Alphabetische Liste
In Fettschrift erscheinen die Orte, die namengebend für die Gemeinde sind.

### A
- Abens zu Au i.d.Hallertau
- Abersberg zu Zolling
- Achering zu Freising
- Agstall zu Rudelzhausen
- Aich zu Moosburg a.d.Isar
- Aich zu Rudelzhausen
- Aigenrüpel zu Attenkirchen
- Aiglsdorf zu Nandlstadt
- Aign zu Attenkirchen
- Aign zu Rudelzhausen
- Airischwand zu Nandlstadt
- Aiterbach zu Allershausen
- Allershausen
- Alpersdorf zu Mauern
- Alsdorf zu Wolfersdorf
- Altenhausen zu Freising
- Altfalterbach zu Nandlstadt
- Ammersberg zu Hörgertshausen
- Amperhof zu Langenbach
- Ampertshausen zu Kranzberg
- Andorf zu Nandlstadt
- Angerhöfe zu Paunzhausen
- Anglberg zu Zolling
- Appercha zu Fahrenzhausen
- Aselmühle zu Wang
- Asenkofen zu Langenbach
- Ast zu Freising
- Ast zu Kranzberg
- Attaching zu Freising
- Attenkirchen
- Au i.d.Hallertau

### B
- Bachenhausen zu Fahrenzhausen
- Badendorf zu Wolfersdorf
- Bärnau zu Fahrenzhausen
- Bauernried zu Nandlstadt
- Baumgarten zu Nandlstadt
- Berg zu Kranzberg
- Berg zu Moosburg a.d.Isar
- Berg zu Rudelzhausen
- Bergen zu Wang
- Bergfeld zu Fahrenzhausen
- Bergham zu Rudelzhausen
- Berghaselbach zu Wolfersdorf
- Berghof zu Gammelsdorf
- Berghof zu Kirchdorf a.d.Amper
- Berging zu Attenkirchen
- Bergmartl zu Hörgertshausen
- Bergmühle zu Mauern
- Bergmühle zu Rudelzhausen
- Bernstorf zu Kranzberg
- Beselmühle zu Mauern
- Besenried zu Mauern
- Billingsdorf zu Wolfersdorf
- Birkeneck zu Hallbergmoos
- Birnfeld zu Rudelzhausen
- Bockschwaig zu Nandlstadt
- Brandloh zu Attenkirchen
- Brandstadel zu Hallbergmoos
- Brudersdorf zu Nandlstadt
- Brunnhofen zu Marzling
- Burghausen zu Kirchdorf a.d.Amper
- Burgschlag zu Wang

### D
- Daberg zu Gammelsdorf
- Dellnhausen zu Au i.d.Hallertau
- Deutenhausen zu Eching
- Deutldorf zu Hohenkammer
- Dietersheim zu Eching
- Dobl zu Au i.d.Hallertau
- Doidorf zu Hörgertshausen
- Dorfacker zu Kranzberg
- Dörnbach zu Hohenkammer
- Dornhaselbach zu Wang
- Dreifaltern zu Gammelsdorf
- Dürnast zu Freising
- Dürneck zu Freising
- Dürnseiboldsdorf zu Mauern

### E
- Eberspoint zu Kranzberg
- Eching
- Eching-Ost zu Eching
- Eck zu Moosburg a.d.Isar
- Eckelsberg zu Hörgertshausen
- Edenhofen zu Freising
- Eggenberg zu Allershausen
- Eggertshofen zu Freising
- Eglhausen zu Hohenkammer
- Eichenhof zu Zolling
- Einhausen zu Wang
- Eisenthal zu Attenkirchen
- Eixendorf zu Marzling
- Enghausen zu Mauern
- Enzelhausen zu Rudelzhausen
- Erching zu Hallbergmoos
- Erlau zu Freising
- Esterndorf zu Kirchdorf a.d.Amper

### F
- Fahrenzhausen
- Faistenberg zu Nandlstadt
- Feldhof zu Freising
- Feldkirchen zu Moosburg a.d.Isar
- Figlsdorf zu Nandlstadt
- Fischerhof zu Hallbergmoos
- Flickendorf zu Gammelsdorf
- Flitzing zu Zolling
- Freising
- Freundsbach zu Mauern
- Fuchswinkl zu Hörgertshausen
- Fürholzen zu Neufahrn b.Freising
- Fürnsbach zu Moosburg a.d.Isar
- Furth zu Rudelzhausen
- Furthmühle zu Rudelzhausen

### G
- Gabelsberg zu Gammelsdorf
- Gallersberg zu Attenkirchen
- Gammelsdorf
- Gandorf zu Mauern
- Gartelshausen zu Freising
- Garten zu Freising
- Gehausen zu Attenkirchen
- Geierlambach zu Kirchdorf a.d.Amper
- Geiting zu Mauern
- Gelbersdorf zu Gammelsdorf
- Gerlhausen zu Zolling
- Gesseltshausen zu Fahrenzhausen
- Gfeichtet zu Attenkirchen
- Giebitz zu Rudelzhausen
- Giesenbach zu Kranzberg
- Giggenhausen zu Neufahrn b.Freising
- Giglberg zu Gammelsdorf
- Goglhof zu Hörgertshausen
- Goldach zu Hallbergmoos
- Goldshausen zu Marzling
- Göttschlag zu Allershausen
- Götzendorf zu Attenkirchen
- Grafendorf zu Rudelzhausen
- Grandlmiltach zu Kranzberg
- Gremertshausen zu Kranzberg
- Griesbach zu Kranzberg
- Gröben zu Hörgertshausen
- Großeisenbach zu Fahrenzhausen
- Großenviecht zu Langenbach
- Großgründling zu Nandlstadt
- Großnöbach zu Fahrenzhausen
- Grub zu Mauern
- Grub zu Rudelzhausen
- Grub zu Wang
- Grubanger zu Au i.d.Hallertau
- Grünberg zu Rudelzhausen
- Gründl zu Nandlstadt
- Grünseiboldsdorf zu Moosburg a.d.Isar
- Günzenhausen zu Au i.d.Hallertau
- Günzenhausen zu Eching
- Gütersberg zu Hörgertshausen
- Gütlsdorf zu Attenkirchen

### H
- Haag a.d.Amper
- Haarbach zu Au i.d.Hallertau
- Haarland zu Attenkirchen
- Haarland zu Zolling
- Haberhof zu Hohenkammer
- Hacklschwaig zu Zolling
- Hadersdorf zu Nandlstadt
- Hagenau zu Kranzberg
- Hagmühle zu Rudelzhausen
- Hagsdorf zu Wang
- Hahnbach zu Kirchdorf a.d.Amper
- Haider zu Hörgertshausen
- Haindlfing zu Freising
- Hallbergmoos
- Halsberg zu Au i.d.Hallertau
- Hangenham zu Marzling
- Hanslmühle zu Mauern
- Harham zu Au i.d.Hallertau
- Häringsschwaig zu Gammelsdorf
- Harrerhof zu Kranzberg
- Hartshausen zu Mauern
- Hartshausen zu Zolling
- Haslach zu Au i.d.Hallertau
- Haslreuth zu Hörgertshausen
- Haun zu Haag a.d.Amper
- Haun zu Zolling
- Hausmehring zu Haag a.d.Amper
- Hausmehring zu Nandlstadt
- Haxthausen zu Freising
- Hebrontshausen zu Rudelzhausen
- Heigenhausen zu Wolfersdorf
- Held zu Au i.d.Hallertau
- Helfenbrunn zu Kirchdorf a.d.Amper
- Hemersdorf zu Rudelzhausen
- Hemhausen zu Au i.d.Hallertau
- Herbersdorf zu Au i.d.Hallertau
- Herschenhofen zu Hohenkammer
- Hettenkirchen zu Attenkirchen
- Hetzenhausen zu Neufahrn b.Freising
- Hiendlberg zu Gammelsdorf
- Hintermeier zu Mauern
- Hinterschlag zu Hörgertshausen
- Hirnkirchen zu Au i.d.Hallertau
- Hirschau zu Marzling
- Hirschbach zu Kirchdorf a.d.Amper
- Höchenberg zu Kranzberg
- Höckhof zu Allershausen
- Hofen zu Au i.d.Hallertau
- Höfl zu Hörgertshausen
- Hohenbachern zu Freising
- Hohenbercha zu Kranzberg
- Hohenbuch zu Paunzhausen
- Hohenkammer
- Hohenmorgen zu Attenkirchen
- Höllbauer zu Nandlstadt
- Hollern zu Eching
- Holzdobl zu Wang
- Holzen zu Nandlstadt
- Holzen zu Zolling
- Holzerhof zu Wang
- Holzhaus zu Hörgertshausen
- Holzhäuseln zu Hörgertshausen
- Holzhäusl zu Haag a.d.Amper
- Holzhof zu Au i.d.Hallertau
- Holzmair zu Au i.d.Hallertau
- Holzmichl zu Hörgertshausen
- Holzschmud zu Au i.d.Hallertau
- Hörenzhausen zu Fahrenzhausen
- Hörgersdorf zu Mauern
- Hörgertshausen
- Hub zu Hörgertshausen
- Hufnagelreuth zu Mauern

### I
- Iglsdorf zu Rudelzhausen
- Inkofen zu Haag a.d.Amper
- Inzkofen zu Wang
- Isareck zu Wang
- Itzling zu Freising

### J
- Jägersdorf zu Wolfersdorf
- Jaibling zu Marzling
- Jarzt zu Fahrenzhausen
- Johanneck zu Paunzhausen

### K
- Kainrad zu Nandlstadt
- Kaltenberg zu Wolfersdorf
- Kammerberg zu Fahrenzhausen
- Kammermüllerhof zu Freising
- Kastenhofen zu Wolfersdorf
- Katharinazell zu Gammelsdorf
- Kehrer a.Biber zu Hörgertshausen
- Kimoden zu Hörgertshausen
- Kirchamper zu Moosburg a.d.Isar
- Kirchdorf zu Rudelzhausen
- Kirchdorf a.d.Amper
- Kitzberg zu Nandlstadt
- Kleidorf zu Mauern
- Kleinbachern zu Freising
- Kleinbirnfeld zu Rudelzhausen
- Kleineisenbach zu Fahrenzhausen
- Kleingründling zu Nandlstadt
- Kleinkammerberg zu Hohenkammer
- Kleinnöbach zu Fahrenzhausen
- Kleintonhof zu Au i.d.Hallertau
- Kleinviecht zu Langenbach
- Kleinwolfersdorf zu Nandlstadt
- Kohlmühle zu Rudelzhausen
- Kollersdorf zu Nandlstadt
- Königsgütler zu Au i.d.Hallertau
- Kothingried zu Gammelsdorf
- Kranzberg zu Au i.d.Hallertau
- Kranzberg
- Kratzerimbach zu Zolling
- Kratzham zu Attenkirchen
- Kreuth zu Allershausen
- Kreuth zu Paunzhausen
- Kreuth zu Rudelzhausen
- Kreuzholzen zu Gammelsdorf
- Kronsdorf zu Attenkirchen
- Kronthal zu Rudelzhausen
- Kronwinkl zu Mauern
- Kronwinkl zu Nandlstadt
- Kühnhausen zu Kranzberg
- Kürzling zu Au i.d.Hallertau

### L
- Lackermann zu Hörgertshausen
- Lageltshausen zu Freising
- Laimbach zu Allershausen
- Landersdorf zu Gammelsdorf
- Langenbach
- Langholzen zu Gammelsdorf
- Lauterbach zu Fahrenzhausen
- Leitersdorf zu Au i.d.Hallertau
- Leonhardsbuch zu Allershausen
- Letten zu Paunzhausen
- Limmer zu Hörgertshausen
- Lohmühle zu Freising
- Lohschneider zu Rudelzhausen

### M
- Maierhof zu Rudelzhausen
- Mailendorf zu Nandlstadt
- Margarethenried zu Hörgertshausen
- Mariabrunn zu Hallbergmoos
- Marzling
- Massenhausen zu Neufahrn b.Freising
- Mauern
- Mintraching (Grüneck) zu Neufahrn b.Freising
- Mittermarchenbach zu Haag a.d.Amper
- Mönchsberg zu Mauern
- Moos zu Moosburg a.d.Isar
- Moos zu Zolling
- Moosbach zu Rudelzhausen
- Moosburg a.d.Isar
- Moosham zu Moosburg a.d.Isar
- Mooshof zu Au i.d.Hallertau
- Moosmühle zu Neufahrn b.Freising
- Moosmühle zu Rudelzhausen
- Moosmühle zu Zolling
- Mösbuch zu Au i.d.Hallertau
- München-Flughafen zu Freising
- München-Flughafen zu Hallbergmoos
- Murr zu Moosburg a.d.Isar

### N
- Nandlstadt
- Neubauer zu Rudelzhausen
- Neufahrn b.Freising
- Neuhausen zu Kranzberg
- Neuhub zu Au i.d.Hallertau
- Neuhuber zu Au i.d.Hallertau
- Neumühl zu Moosburg a.d.Isar
- Neuöd zu Hörgertshausen
- Neustift zu Freising
- Niederambach zu Moosburg a.d.Isar
- Niederhinzing zu Rudelzhausen
- Niederhummel zu Langenbach
- Niederndorf zu Mauern
- Niederreith zu Rudelzhausen
- Niederschönbuch zu Hörgertshausen
- Niernsdorf zu Hohenkammer
- Nörting zu Kirchdorf a.d.Amper
- Notzenhausen zu Rudelzhausen
- Nußberg zu Mauern

### O
- Oberallershausen zu Allershausen
- Oberambach zu Moosburg a.d.Isar
- Oberappersdorf zu Zolling
- Oberbach zu Langenbach
- Oberhaindlfing zu Wolfersdorf
- Oberhinzing zu Rudelzhausen
- Oberholzhäuseln zu Nandlstadt
- Oberhummel zu Langenbach
- Oberkienberg zu Allershausen
- Obermarchenbach zu Haag a.d.Amper
- Oberndorf zu Mauern
- Oberpolln zu Moosburg a.d.Isar
- Oberpriel zu Gammelsdorf
- Oberreit zu Moosburg a.d.Isar
- Oberreith zu Rudelzhausen
- Oberschönbuch zu Hörgertshausen
- Oberschwaig zu Nandlstadt
- Oberthalhausen zu Kranzberg
- Oberwohlbach zu Hohenkammer
- Oberzolling zu Zolling
- Öd zu Hörgertshausen
- Oftlfing zu Langenbach
- Ölpersberg zu Zolling
- Osseltshausen zu Au i.d.Hallertau
- Osterimbach zu Zolling
- Osterwaal zu Au i.d.Hallertau
- Ottenburg zu Eching

### P
- Pallhausen zu Freising
- Palzing zu Zolling
- Paunzhausen
- Pelka zu Hohenkammer
- Pellhausen zu Freising
- Peterloh zu Rudelzhausen
- Peterswahl zu Hörgertshausen
- Pettenbrunn zu Freising
- Pfettrach zu Attenkirchen
- Pfettrach zu Wang
- Pförrerhof zu Freising
- Pfrombach zu Moosburg a.d.Isar
- Pfrombeck zu Moosburg a.d.Isar
- Piedendorf zu Au i.d.Hallertau
- Piesing zu Freising
- Pillhofen zu Moosburg a.d.Isar
- Pimmerdorf zu Rudelzhausen
- Pischlsdorf zu Attenkirchen
- Pittersdorf zu Rudelzhausen
- Plantage zu Freising
- Plörnbach zu Haag a.d.Amper
- Priel zu Gammelsdorf
- Pulling zu Freising
- Pumpernudl zu Rudelzhausen

### R
- Rannertshausen zu Attenkirchen
- Rast zu Langenbach
- Reckmühle zu Allershausen
- Rehbach zu Gammelsdorf
- Rehloh zu Nandlstadt
- Reichersdorf zu Gammelsdorf
- Reichertshausen zu Au i.d.Hallertau
- Reißen zu Hörgertshausen
- Reith zu Au i.d.Hallertau
- Reith zu Gammelsdorf
- Reith zu Nandlstadt
- Ried zu Rudelzhausen
- Riedglas zu Nandlstadt
- Riedhof zu Hohenkammer
- Riedhof zu Marzling
- Riedhof zu Nandlstadt
- Riedlmühle zu Mauern
- Riegerau zu Marzling
- Roggendorf zu Attenkirchen
- Rohregg zu Au i.d.Hallertau
- Roßberg zu Gammelsdorf
- Rudelzhausen
- Rudertshausen zu Au i.d.Hallertau
- Rudlfing zu Marzling
- Ruhpalzing zu Wolfersdorf

### S
- Sammetsreith zu Hörgertshausen
- Sankt Alban zu Hörgertshausen
- Saulhof zu Kirchdorf a.d.Amper
- Saxberg zu Hörgertshausen
- Schaidenhausen zu Neufahrn b.Freising
- Schatz zu Nandlstadt
- Schausgrub zu Au i.d.Hallertau
- Scheckenhausen zu Au i.d.Hallertau
- Scheckenhofen zu Mauern
- Schellhof zu Kirchdorf a.d.Amper
- Schergenöd zu Gammelsdorf
- Schernbuch zu Paunzhausen
- Schidlambach zu Kirchdorf a.d.Amper
- Schlag zu Rudelzhausen
- Schlag zu Wang
- Schlaghäuseln zu Hörgertshausen
- Schlipps zu Hohenkammer
- Schmidhausen zu Langenbach
- Schnotting zu Kirchdorf a.d.Amper
- Schönbichl zu Kranzberg
- Schöneck zu Wang
- Schönleutnerhof zu Freising
- Schroßlach zu Allershausen
- Schwaiba zu Rudelzhausen
- Schwarzberg zu Mauern
- Schwarzersdorf zu Mauern
- Schweinersdorf zu Wang
- Seeberg zu Haag a.d.Amper
- Seel zu Wolfersdorf
- Seer zu Haag a.d.Amper
- Sempt zu Moosburg a.d.Isar
- Seysdorf zu Au i.d.Hallertau
- Sickenhausen zu Kranzberg
- Siechendorf zu Zolling
- Sielstetten zu Hörgertshausen
- Sillertshausen zu Au i.d.Hallertau
- Sindorf zu Au i.d.Hallertau
- Sixt in der Point zu Hörgertshausen
- Sixthaselbach zu Wang
- Sollern zu Haag a.d.Amper
- Sörzen zu Wolfersdorf
- Spitz zu Nandlstadt
- Spitzstidl zu Hörgertshausen
- Spörerau zu Wang
- Stadlhof zu Hörgertshausen
- Starkhof zu Gammelsdorf
- Staudhausen zu Attenkirchen
- Stießberg zu Moosburg a.d.Isar
- Stolzhof zu Rudelzhausen
- Straßhäusl zu Rudelzhausen
- Straßlehen zu Rudelzhausen
- Sünzhausen zu Freising

### T
- Tegernbach zu Rudelzhausen
- Thal zu Mauern
- Thalbach zu Wang
- Thalham zu Attenkirchen
- Thalhausen zu Kranzberg
- Thalsepp zu Nandlstadt
- Thann zu Zolling
- Thonhausen zu Wolfersdorf
- Thonstetten zu Moosburg a.d.Isar
- Thulbach zu Wang
- Thurnsberg zu Kranzberg
- Tölzkirchen zu Nandlstadt
- Traich zu Gammelsdorf
- Traich zu Rudelzhausen
- Trillhof zu Au i.d.Hallertau
- Troll zu Moosburg a.d.Isar
- Tuching zu Freising
- Tüntenhausen zu Freising
- Tünzhausen zu Allershausen

### U
- Unterappersdorf zu Zolling
- Unterau zu Rudelzhausen
- Unterberg zu Kirchdorf a.d.Amper
- Unterberghausen zu Marzling
- Unterbruck zu Fahrenzhausen
- Untergartelshausen zu Freising
- Unterhaindlfing zu Wolfersdorf
- Unterholzhäuseln zu Nandlstadt
- Unterkienberg zu Allershausen
- Untermarbach zu Hohenkammer
- Untermarchenbach zu Haag a.d.Amper
- Unterreit zu Moosburg a.d.Isar
- Unterschwaig zu Haag a.d.Amper
- Unterwohlbach zu Hohenkammer

### V
- Viehbach zu Fahrenzhausen
- Viehhausen zu Kranzberg
- Voglhof zu Kirchdorf a.d.Amper
- Volkmannsdorf zu Wang
- Volkmannsdorferau zu Wang
- Vordermeier zu Mauern
- Vorderschlag zu Hörgertshausen
- Vötting zu Freising

### W
- Wadensdorf zu Nandlstadt
- Wahl zu Hohenkammer
- Waldhütte zu Kranzberg
- Waldruh zu Mauern
- Walkertshausen zu Zolling
- Wälschbuch zu Haag a.d.Amper
- Waltenhofen zu Hohenkammer
- Walterskirchen zu Paunzhausen
- Wang
- Weghausen zu Wang
- Wehrbach zu Paunzhausen
- Weichsberg zu Gammelsdorf
- Weiglschwaig zu Moosburg a.d.Isar
- Weihenstephan zu Freising
- Weiher zu Rudelzhausen
- Weihersdorf zu Nandlstadt
- Weihrinnen zu Haag a.d.Amper
- Weingarten zu Rudelzhausen
- Weng zu Fahrenzhausen
- Wies zu Freising
- Wies zu Hörgertshausen
- Wiesenberg zu Hörgertshausen
- Wildenreuth zu Mauern
- Willersdorf zu Gammelsdorf
- Willertshausen zu Au i.d.Hallertau
- Willertshausen zu Zolling
- Wimpasing zu Attenkirchen
- Winbürg zu Gammelsdorf
- Windham zu Langenbach
- Winklmann zu Rudelzhausen
- Wippenhausen zu Kirchdorf a.d.Amper
- Wittibsmühle zu Wang
- Wolfersdorf zu Au i.d.Hallertau
- Wolfersdorf
- Wölfing zu Wolfersdorf
- Wölflmühle zu Mauern
- Wollersdorf zu Mauern
- Wörlhof zu Haag a.d.Amper

### X
- Xaverienthal zu Freising

### Z
- Zeilhof zu Nandlstadt
- Zellhausen zu Freising
- Zieglberg zu Wang
- Zinklmiltach zu Kranzberg
- Zolling
- Zulehen zu Nandlstadt
- Zurnhausen zu Freising
- Zwillingshof zu Hallbergmoos